# Fińska Formuła 3 Sezon 2002
Fińska Formuła 3 Sezon 2002 – dziewiąty sezon mistrzostw Finlandii Formuły 3, rozgrywany jako Puchar Finlandii.

## Klasyfikacja kierowców
| Legenda oznaczeń w tabelach wyników Wyświetl szablon na nowej stronie | Legenda oznaczeń w tabelach wyników Wyświetl szablon na nowej stronie                                                                     |
| Oznaczenie                                                            | Wyjaśnienie |
| --------------------------------------------------------------------- | --- |
| Złoty                                                                 | Zwycięzca lub mistrzostwo |
| Srebrny                                                               | 2. miejsce lub wicemistrzostwo |
| Brązowy                                                               | 3. miejsce lub II wicemistrzostwo |
| Zielony                                                               | Ukończył, punktował (w klasyfikacji generalnej, gdy zdobył co najmniej jeden punkt na przestrzeni sezonu, poza trzema powyższymi opcjami) |
| Niebieski                                                             | Ukończył, nie punktował (w klasyfikacji generalnej, gdy nie zdobył co najmniej jednego punktu na przestrzeni sezonu)                      |
| Czerwony                                                              | Nie zakwalifikował się (NZ) |
| Czerwony                                                              | Nie prekwalifikował się (NPK) |
| Różowy                                                                | Nie ukończył (NU) |
| Różowy                                                                | Niesklasyfikowany (NS) (w klasyfikacji generalnej, gdy nie został sklasyfikowany w żadnym wyścigu sezonu)                                 |
| Czarny                                                                | Zdyskwalifikowany (DK) |
| Czarny                                                                | Wykluczony (WYK/EX) |
| Biały                                                                 | Nie wystartował (NW) |
| Biały                                                                 | Kontuzjowany (K/INJ) |
| Biały                                                                 | Wyścig odwołany (OD/C) |
| Bez koloru                                                            | Został wycofany (WYC/WD) |
| Bez koloru                                                            | Nie przybył (NP/DNA) |
| Bez koloru                                                            | Nie brał udziału w treningach (NT/DNP) |
| Bez koloru                                                            | Nie został zgłoszony (–) |
| Pogrubienie                                                           | Start z pole position |
| Kursywa                                                               | Najszybsze okrążenie wyścigu |
| †                                                                     | Nie ukończył, ale jego rezultat został zaliczony ze względu na przejechanie więcej niż 90% dystansu wyścigu.                              |
| *                                                                     | Sezon w trakcie |
| 1/2/3                                                                 | Punktowana pozycja w sprincie kwalifikacyjnym                                                                                             |
| Lista systemów punktacji Formuły 1                                    | |

| Poz. | Kierowca            | AHV | AHV | MOT | MOT | ALA | ALA | BOT | BOT | AHV | AHV | Punkty |
| ---- | ------------------- | --- | --- | --- | --- | --- | --- | --- | --- | --- | --- | ------ |
| 1    | Jussi Pinomäki      | 3   | 3   | 3   | 2   | 2   | 1   | 2   | 2   | 2   | 3   | 435    |
| 2    | Sanna Pinola        | 6   | 5   | 2   | 1   | 1   | 3   | 4   | 1   | 8   | 5   | 388    |
| 3    | Jari Koivisto       | 4   | 2   | 4   | 6   | 3   | 2   | 5   | 4   | 10  | 2   | 364    |
| 4    | Aki Rask            | NU  | 7   | 1   | 3   | 4   | 4   | 1   | 5   | 4   | 6   | 335    |
| 5    | Henri Niskanen      | 1   | 4   | NU  | 5   | NU  | 8   | 3   | 3   | 1   | 1   | 322    |
| 6    | Jaakko Ruotsalainen | 2   | 1   | NU  | 4   | NU  | 5   | 6   | 6   | 3   | 4   | 297    |
| 7    | Teppo Suvanto       | 7   | 6   | 5   | 9   | 5   | 6   | 8   | 8   | 6   | 7   | 273    |
| 8    | Sami Liljedahl      | 8   | 8   | NU  | 8   | NU  | 7   | -   | -   | 5   | 8   | 154    |
| 9    | Mikko Polameri      | -   | -   | NU  | 10  | 6   | 9   | 9   | 9   | NU  | 9   | 137    |
| 10   | Urmas Uusneem       | 9   | 9   | -   | -   | -   | -   | 7   | 7   | 7   | NU  | 122    |
| 11   | Jani Tammi          | -   | -   | NU  | 11  | NU  | 10  | -   | -   | 9   | 10  | 80     |
| 12   | Teemu Anttila       | 5   | NU  | -   | -   | -   | -   | -   | -   | -   | -   | 32     |
| 13   | Jussi Lailavuo      | -   | -   | NU  | 7   | -   | -   | -   | -   | -   | -   | 26     |
| 14   | Mika Korhonen       | -   | -   | -   | -   | -   | -   | 10  | NU  | -   | -   | 20     |